# Улица Ритупес (Рига)
Улица Ри́тупес (латыш. Rītupes iela) — улица в Латгальском предместье города Риги, в историческом районе Московский форштадт. Пролегает в южном и юго-восточном направлении, от улицы Лубанас до улицы Славу.
В дальней части улицы в 1970-е годы историческая застройка заменена многоэтажной, из-за чего проезжая часть прерывается. По официальным данным, длина улицы Ритупес составляет 531 метр, однако эта цифра не учитывает обособленный дальний отрезок улицы. Полная длина улицы до реконструкции составляла 760 метров.
Почти на всём протяжении улица Ритупес асфальтирована, но в средней части есть участок длиной 124 метра, не имеющий покрытия. Разрешено движение в обоих направлениях. Общественный транспорт по улице не курсирует.

## История
Улица Ритупес показана на планах города 1876 и 1884 года как безымянная (возможно, проектируемая) улица. С 1889 года упоминается под названием Эстонская улица (нем. Ehstenschestrasse, латыш. Igauņu iela), подобно другим улицам этого района, названным в честь народов (Славянская улица — ныне улица Славу, Латышская — ныне Зилупес, Ливонская — ныне Салацас, Литовская — ныне Индрупес).
Современное название улица получила в 1923 году; оно происходит от названия приграничной латвийско-российской реки, именуемой в Латвии Ритупе, а в России Утроя.
В годы немецкой оккупации улица Ритупес упоминается как Ostbachsche Strasse и как Ritupnesche Strasse.
С 1974 по 1990 год в начале улицы Ритупес (на стыке улиц Лубанас и Саласпилс) находилась конечная остановка троллейбуса № 5 «Улица Ритупес».

## Застройка
На улице Ритупес сочетаются сохранившиеся образцы исторической застройки и современные здания. В межвоенный период здесь работало несколько ремесленных мастерских (столярных, гончарных), а также магазин колониальных товаров.
- В доме № 8/12 действовала фабрика глиняной посуды Б. В. Сиротина[6][7].
- Дом № 32 построен в 1957-1958 гг. для работников Рижского завода медицинских препаратов.

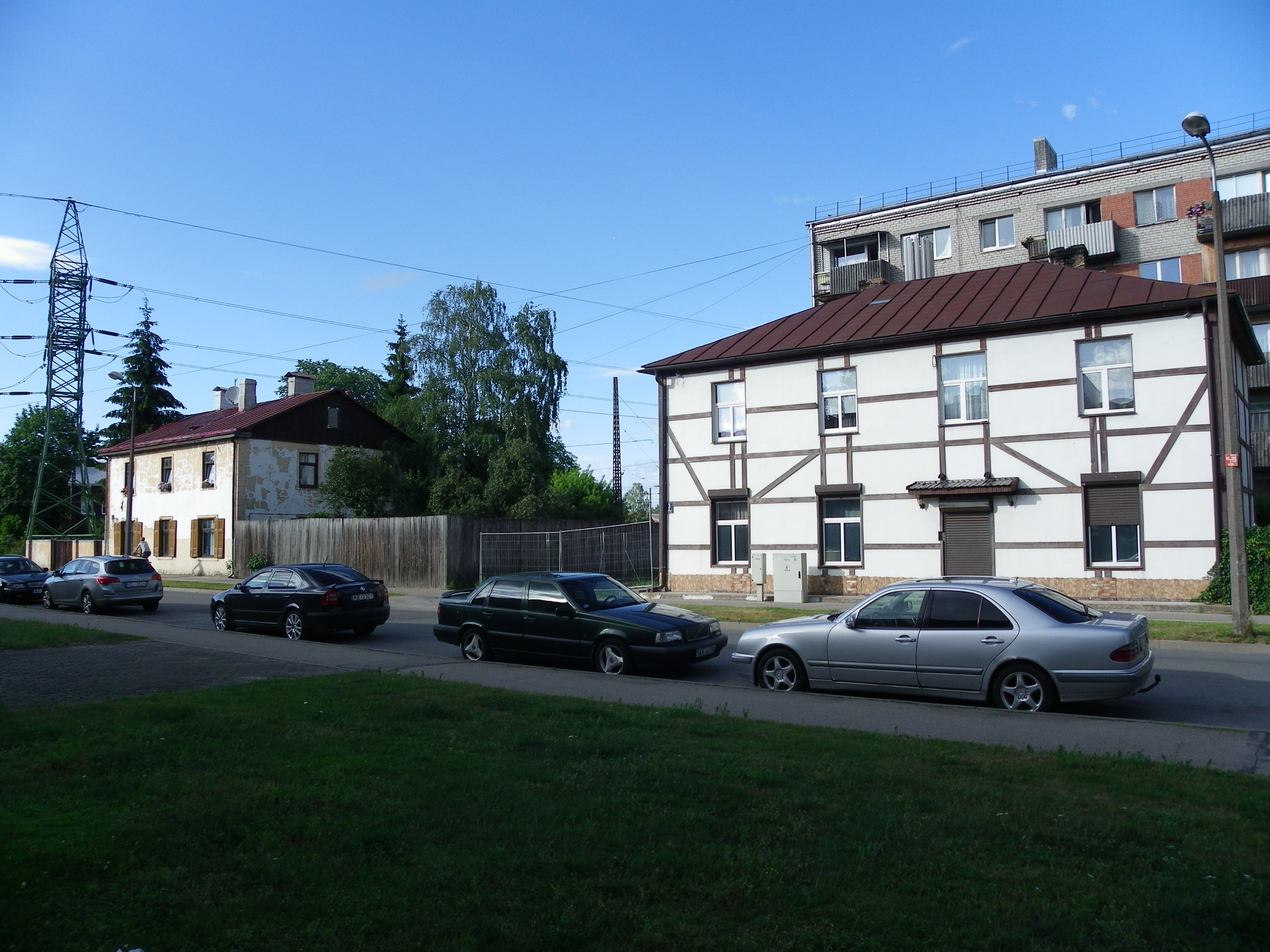
Дома № 1 и 3
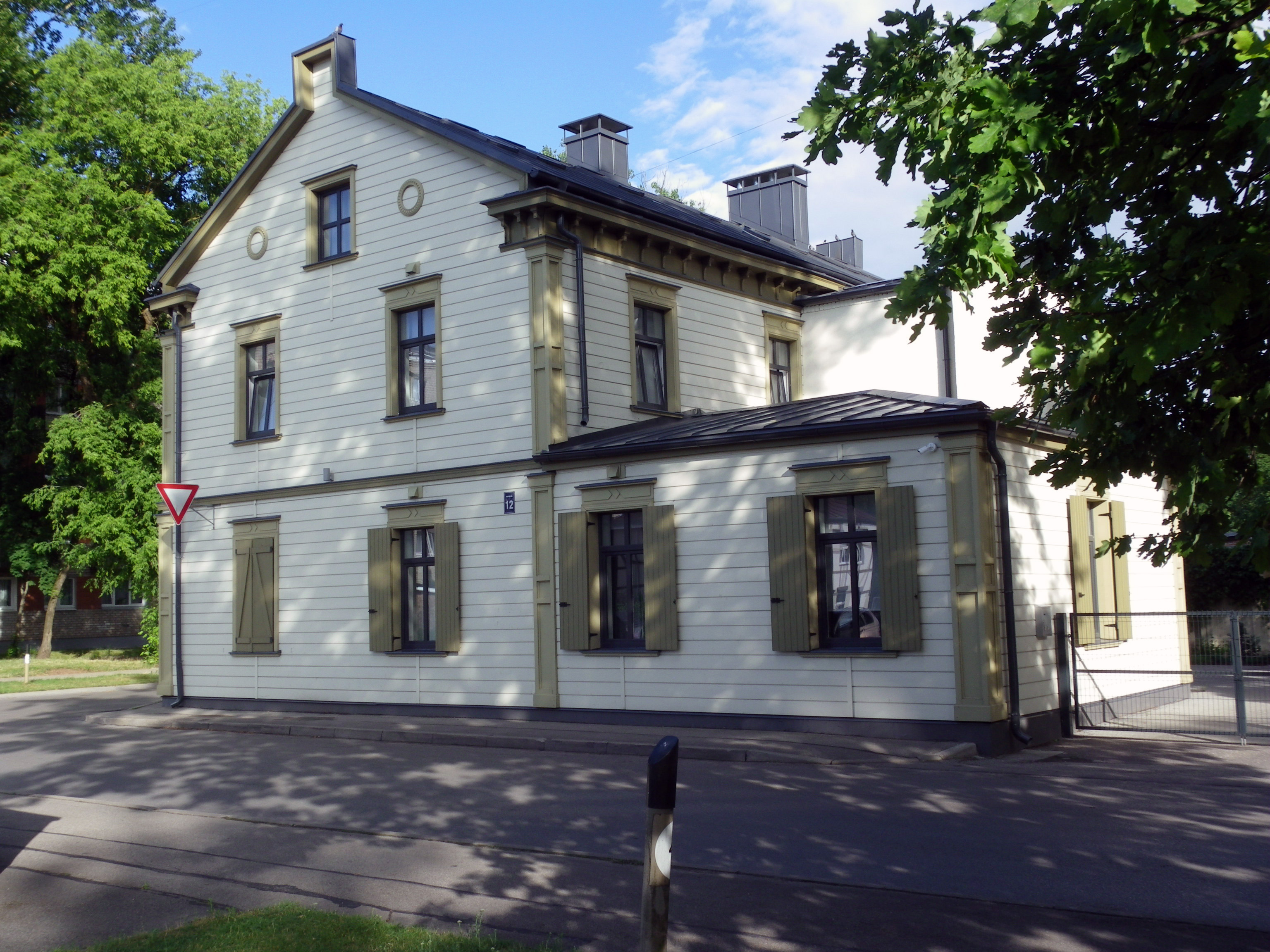
Угловой дом по ул. Дзервью, 12

## Прилегающие улицы
Улица Ритупес пересекается со следующими улицами:
- улица Лубанас
- улица Дзервью
- улица Индрупес
- улица Славу